# Ukrajina na Zimních olympijských hrách 2010
Ukrajinu na Zimních olympijských hrách 2010 reprezentovalo 52 sportovců.

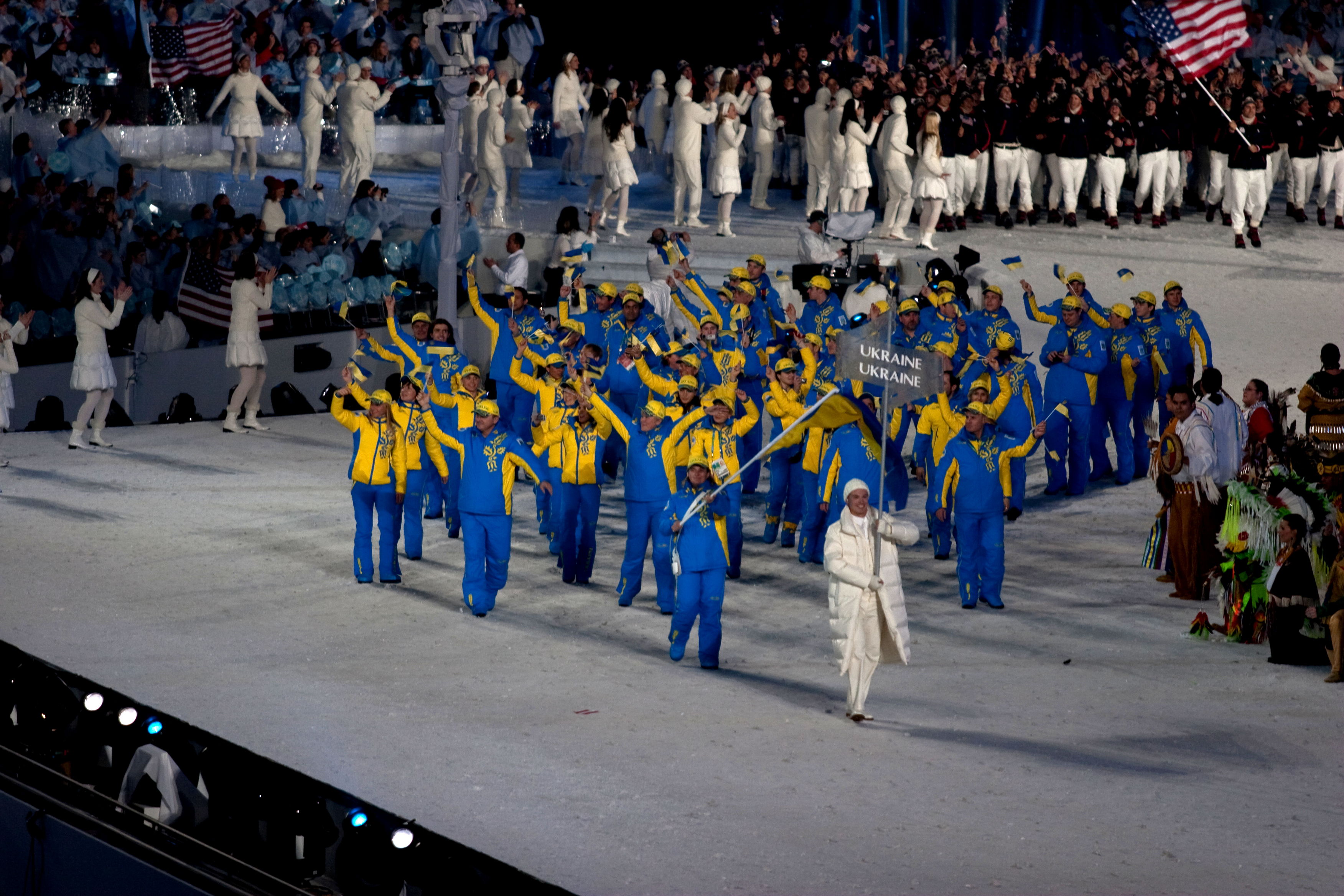
Ukrajinský olympijský tým při zahajovacím ceremoniálu

## Výsledky

### Alpské lyžování
| Muži - Rostyslav Feščuk - obří slalom – 68. místo - slalom – 39. místo |  | Ženy - Nastasia Skrjabinová - super-G – 34. místo - obří slalom – diskvalifikovaná - slalom – nedokončila 2. kolo - Bohdana Macocká - obří slalom – 44. místo - slalom – 37. místo |

### Biatlon
| Muži - Andrij Deryzemlyja - sprint 10 km – 5. místo - stíhací závod 12,5 km – 26. místo - individuální závod 20 km – 27. místo - závod s hromadným startem 15 km – 26. místo - Serhij Sednev - sprint 10 km – 22. místo - stíhací závod 12,5 km – 10. místo - individuální závod 20 km – 68. místo - závod s hromadným startem 15 km – 21. místo - Serhij Semenov - sprint 10 km – 33. místo - stíhací závod 12,5 km – 39. místo - individuální závod 20 km – 52. místo - Vjačeslav Derkač - sprint 10 km – 77. místo - Oleksandr Bilanenko - individuální závod 20 km – 22. místo |  | Ženy - Oksana Chvostenková - sprint 7,5 km – 11. místo - stíhací závod 10 km – 22. místo - individuální závod 15 km – 8. místo - Olena Pidhrušná - sprint 7,5 km – 18. místo - stíhací závod 10 km – 21. místo - individuální závod 15 km – 32. místo - Valentyna Semerenková - sprint 7,5 km – 23. místo - stíhací závod 10 km – 23. místo - individuální závod 15 km – 13. místo - Vita Semerenková - sprint 7,5 km – 34. místo - stíhací závod 10 km – 42. místo - individuální závod 15 km – 22. místo - Lilia Vajhinová-Jefremovová - Ljudmyla Pysarenková |